# 1958
Évszázadok: 19. század – 20. század – 21. század
Évtizedek: 1900-as évek – 1910-es évek – 1920-as évek – 1930-as évek – 1940-es évek – 1950-es évek – 1960-as évek – 1970-es évek – 1980-as évek – 1990-es évek – 2000-es évek
Évek: 1953 – 1954 – 1955 – 1956 –  1957 – 1958 – 1959 – 1960 – 1961 – 1962 – 1963

## Események

### Január
- január 1.
  - Hatályba lép a római szerződés, ezzel megalakul az Európai Gazdasági Közösség.[1]
  - A hadilevéltár és múzeum egyesülésével megalakul a Hadtörténeti Intézet és Múzeum.
- január 24. – A Magyar Szocialista Munkáspárt Központi Bizottsága (MSZMP KB) módosítja az előző évi döntését, és Rákosi Mátyást meghatározatlan időre száműzi.[2]
- január 28. – Megkezdi működését a Münnich-kormány.[3]
- január 31. – Föld körüli pályára áll az első amerikai műhold, az Explorer–1.

### Február
- február 1. – Egyiptom és Szíria politikai uniójaként kikiáltják az Egyesült Arab Köztársaságot, melynek államfője Gamal Abden-Nasszer. (Az unió 1961-ig állt fenn, amikor is Szíria egy katonai puccsot követően függetlennek nyilvánította magát Egyiptomtól.)[4]
- február 6. – A British European Airways 609-es számú járata a München-Riem reptéren végzetes kimenetelű balesetet szenvedett.
- február 26.–28. – Lengyelországban megtartja I. nemzetközi kongresszusát a Parasztifjúság Egyesülete.[5]

### Március
- március 1. – A Magyar Televízió megkezdi rendszeres adásait.[6]
- március 20. – Dombóváron megalakul az ország első vízközműtársulata.[7]
- március 23. – Parlamenti választások Jugoszláviában. (A népfront jelöltjei kapják a szavazatok 96,7%-át.)[8]
- március 25. – A Bundestag elhatározza, hogy a Bundeswehrt atomrakétákkal szereli fel; a robbanófejek az Amerikai Egyesült Államoknál maradnak.[9]
- március 26–29. – ?egtartja első ülését a NATO Tudományos Bizottsága.[10]
- március 27. – A Szovjetunió Legfelső Tanácsa elfogadja Nyikolaj Bulganyin lemondását és Nyikita Hruscsovot nevezi ki miniszterelnöké.[11]

### Április
- április 1. – A csehszlovák kormány memorandumban tiltakozik a nyugatnémet hadsereg nukleáris fegyverekkel való felszerelése ellen.[12]
- április 2–3. – A Csehszlovákia Kommunista Pártja (CSKP) Központi Bizottsága ülésén döntés születik a szocializmus építésének „történelmileg rövid idő” alatti befejezéséről.[12]
- április 15–17. – A NATO tagállamok védelmi miniszterei megerősítik a NATO hadászatvédelmi jellegét.[10]
- április 17. – I. Baldvin belga király hivatalosan is megnyitja az Expo '58 világkiállítást, más néven Expo 1958-at Brüsszelben, amelynek az Atomium jelzi a középpontját.
- április 22–26. – A Jugoszláv Kommunisták Szövetségének (JKSZ) VII. kongresszusa Ljubljanában új pártprogramot fogad el, amelyet Moszkva és szövetségesei revizionistaként élesen elítélnek.

### Május
- május 23. – A Kínai Kommunista Párt (KKP) Politikai Bizottsága megszavazza a „nagy ugrás” programot.[13]
- május 24. – A Varsói Szerződés Politikai Tanácskozó testületének moszkvai ülése. Bejelentik a szovjet csapatok kivonását Romániából és a Varsói Szerződés területén állomásozó fegyveres erők létszámának csökkentését.[11]

### Június
- június 16. – Nagy Imre korábbi miniszterelnök és társai kivégzése.[14]
- június 18–21. – Prágában a CSKP XI. kongresszusán a Novotný-vezetés irányvonalát tükröző határozatok értelmében a szocializmus építését már csak be kell fejezni. (A kongresszus ismét Antonín Novotný-t választja első titkárrá.)[12]
- június 19–23. – Az RMP Központi Vezetősége – a párt ülésén – veterán kommunistákat zárnak ki, mivel azt követelik, hogy a párt első titkára adjon számot a vezetés hibáiról.

### Július
- július 1. – Viliam Široký csehszlovák kormányfő Konrad Adenauer nyugatnémet kancellárhoz intézett levelében a diplomáciai kapcsolatok felvételét javasolja.[12]
- július 5. – Andrew Kauffman és Peter Schoening hegymászók elsőként másszák meg a  Gesherbrum I csúcsot.
- július 26. – Befejeződik a szovjet csapatok kivonása Romániából.[15]

### Augusztus
- augusztus 29. – Népi kommunák alakításának kezdete Kínában, a nagy ugrás terv részeként.[11]

### Szeptember
- szeptember 1. – A Szoboszlay-per elítéltjeinek kivégzése Aradon.[16]
- szeptember 19. – Kairóban megalakul az Algériai Köztársasági Ideiglenes Kormánya
- szeptember 28. – Franciaországban népszavazás erősíti meg a kormány által kidolgozott új alkotmányt, amely kiszélesíti az államfő jogosítványait, és a végrehajtó hatalomnak kedvez a törvényhozó hatalom ellenében.[17] Lásd még: Ötödik Köztársaság (Franciaország).

### Október
- október 1. – Megalakul az amerikai űrkutatási hivatal, a NASA.
- október 2. – Guinea függetlenné válik.
- október 16. – A csehszlovák nemzetgyűlés elfogadja a második ötéves tervről szóló törvényt.[12]
- október 27. – Walter Ulbricht egy beszédében Berlin egészét az NDK felségterületének nevezi.[9]
- október 28. – A konklávé pápává választja Angelo Giuseppe Roncalli velencei pátriárkát, XXIII. János néven.[18]

### November
- november 16. – A magyarországi parlamenti és tanácsi választásokon csak a Népfront állíthat jelöltet.[19]
- november 17. – A hírhedt Olga Duncan-gyilkosság, az évszázad bűnügyének kikiáltott eset Kalifornia államban.
- november 27. – A Szovjetunió jegyzéket („Berlin-ultimátum”) küld az amerikai, brit és francia kormánynak, amelyben követeli Nyugat-Berlin demilitaizált szabad várossá történő átalakítását.[20]
- november 28. – Az Egyesült Államok felbocsátja az első teljes hatótávolságú interkontinentális ballisztikus rakétát.

### December
- december 1. – Stockholmban  megnyílik a Centralstationt a T-Centralennel összekötő alagút.
- december 2. – Kivégzik az érmihályfalvi csoport perében halálra ítélt Sass Kálmánt és Hollós Istvánt.[21]
- december 20. – Lengyelországban a szejm törvényt fogad el a munkás-önigazgatásról.[5]
- december 21. – Franciaországban az V. köztársaság elnökévé Charles de Gaullet választják.[22]

### Határozatlan dátumú események
- február –
  - Az első sztrájk Jugoszláviában 1945 óta. (4 ezer bányász béremelést követel.)[8]
- az év folyamán
  - A Német Demokratikus Köztársaságban megszüntetik az élelmiszerjegyeket.[23]
  - Két évtizedes hányódás után tavasszal felavatják Báthory István (1533-1586) erdélyi fejedelem és lengyel király kőszobrát Zuglóban.
  - Az ekkor már régóta romos Zádor-vár műemléki besorolást kap.

## Az év témái

### 1958 az irodalomban
- december 10. – Borisz Paszternak köszönetet mond az irodalmi Nobel-díjjal való kitüntetéséért, de elutasítja az átvételt. Ennek ellenére kizárják a szovjet írószövetségből.[11]
- Megjelenik Jan Otčenášek cseh prózaíró Romeo, Julie a tma (Rómeó, Júlia és a sötétség) című műve.[24]
- Megjelenik Rudolf Jašík szlovák író Námestie svätej Alžbety (Szent Erzsébet tere) című regénye.[25]

### 1958 a légi közlekedésben
- február 6. – A müncheni repülőtéri katasztrófa.

### 1958 a zenében
- John Lennon megalakítja a The Quarrymen együttest
- Elvis Presley: Don't
- The Coasters: Yakety Yak
- Frank Sinatra: Come Fly with Me / Frank Sinatra Sings for Only the Lonely
- The Champs: Tequila
- The Silhouettes: Get a Job
- David Seville: The Witch Doctor
- Sheb Wooley: The Purple People Eater
- Conway Twitty: It's Only Make Believe
- The Everly Brothers: All I Have to Do Is Dream
- The Elegants: Little Star
- Danny & The Juniors: At the Hop
- Chuck Berry:Johnny B. Goode

## Születések
- január 7. – Balog Zoltán magyar református lelkész, politikus, miniszter
- január 11. – Vicki Peterson amerikai zenész, énekes
- január 20.
  - Lorenzo Lamas amerikai színész
  - Zámbó Jimmy énekes († 2001)
- január 21. – Gergely Róbert magyar énekes, színész
- február 7. – Tereh István magyar menedzser, producer (Solaris, Első Emelet, Step, Napoleon Boulevard)
- február 22. – Szerednyey Béla, Jászai Mari-díjas magyar színész, rendező
- március 1.
  - Szervét Tibor Jászai Mari-díjas magyar színész, színházi rendező
  - Nik Kershaw angol énekes-dalszerző
- március 2. – Györgydeák György képzőművész († 2008)
- március 3. – Miranda Richardson angol színésznő
- március 8. – Gary Numan brit énekes
- március 10. – Sharon Stone amerikai színésznő
- március 14. – II. Albert monacói herceg
- március 20.
  - Holly Hunter amerikai színésznő
  - Hirtling István, Jászai Mari-díjas magyar színész
- március 21. – Gary Oldman angol színész
- április 3. – Alec Baldwin amerikai színész
- április 21. – Andie MacDowell amerikai színésznő
- április 29. – Michelle Pfeiffer amerikai színésznő
- május 9. – Gyukics Gábor költő, műfordító, a Szépírók Társasága és a József Attila Társaság tagja
- május 19. – Bubik István Jászai Mari-díjas magyar színművész († 2004)
- május 23. – Thomas Reiter német űrhajós, pilóta, a Német Légierő ezredese
- május 28. – Fehér Anna, magyar színésznő
- május 29. – Annette Bening, amerikai színésznő
- május 30. – Marie Fredriksson svéd énekesnő a Roxette együttes énekesnője († 2019)
- június 7. – Prince, amerikai énekes († 2016)
- június 14. – Eric Heiden olimpiai bajnok amerikai gyorskorcsolyázó
- június 17. – Méhes Marietta magyar énekesnő, színésznő
- július 2. – Friderikusz Sándor újságíró, szerkesztő-műsorvezető
- július 8. – Kevin Bacon amerikai színész
- július 11. – Hugo Sánchez mexikói labdarúgó
- július 16.
  - Michael Flatley ír táncos
  - Ramona Neubert keletnémet atléta
- július 26. – Kopasz Tamás festőművész
- július 30. – Kate Bush, brit énekesnő
- augusztus 7. – Bruce Dickinson, brit énekes, Iron Maiden énekese
- augusztus 10. – Michael Dokes amerikai profi ökölvívó, világbajnok († 2012)
- augusztus 14. – Ungár Klára, politikus
- augusztus 16. – Madonna, amerikai énekesnő, színésznő
- augusztus 17. – Belinda Carlisle amerikai énekesnő, dalszerző
- augusztus 24. – Steve Guttenberg, amerikai színész
- augusztus 25. – Tim Burton, amerikai filmrendező
- augusztus 29. – Michael Jackson amerikai énekes, táncos, zenész.  (†2009)
- augusztus 30. – Csiffáry Gabriella főlevéltáros, szerkesztő
- szeptember 2. – Korsós Bálint magyar-történelem szakos tanár, a Pápai Református Gimnázium igazgatója
- szeptember 10. – Chris Columbus, amerikai filmrendező
- szeptember 11. – Scott Patterson, amerikai színész
- szeptember 22. – Andrea Bocelli, olasz tenorista
- október 2. – Simorjay Emese színművésznő
- október 20. – Viggo Mortensen, amerikai színész
- október 20. – Mark King, angol zenész, a Level 42 frontembere
- október 27. – Simon Le Bon, angol zenész, a Duran Duran frontembere
- november 11. – Kulka János színész, a Nemzet Színésze
- november 16. – Szooronbaj Dzseenbekov kirgiz politikus, államfő
- november 22. – Jamie Lee Curtis amerikai színésznő
- december 11. – Nikki Sixx amerikai basszusgitáros, dalszövegíró, zenei producer, valamint divattervező, fényképész és író
- december 14. – Nyertes Zsuzsa magyar színésznő

## Halálozások
- január 7. – Petru Groza román államfő (* 1884)
- január 9. –  Brusznyai Árpád, középiskolai tanár, az 1956-os forradalom kivégzett mártírja (* 1924)
- január 28. –  Helbing Ferenc, magyar grafikus és festő (* 1870)
- február 5. – Nagy Antal magyar műbútorasztalos, cégvezető, felsőházi tag (* 1880)
- március 3. – Roszner István magyar huszártiszt, földbirtokos, országgyűlési képviselő (* 1896)
- március 28. – Rácz Aladár Kossuth-díjas cimbalomművész (* 1886)
- április 24. – Szilágyi József magyar politikus (* 1917)
- június 16. – Nagy Imre politikus, miniszterelnök (* 1896)
- június 16. – Gimes Miklós politikus. (* 1917)
- június 16. – Maléter Pál korábbi hadügyminiszter. (* 1917)
- július 4. – Nyireő Andor magyar ügyvéd, szélsőjobboldali országgyűlési képviselő (* 1895)
- július 10. - Borisz Sztyepanovics Vinogradov, orosz zoológus, anatómus, paleontológus, ökológus és természettudós, aki a rágcsálók tanulmányozásában szerzett hírnevet (* 1891)
- augusztus 14. – Tilli Endre olimpiai bronzérmes, világbajnok tőrvívó (* 1922)
- augusztus 22. – Roger Martin du Gard Nobel-díjas francia író (* 1881)
- augusztus 27. – Ernest Lawrence (* 1901)
- szeptember 1. – Szoboszlay Aladár római katolikus lelkész (Aradon kivégezték) (* 1925)
- szeptember 10. – Gsell János vegyész, orvos (* 1883)
- szeptember 29. – Szobonya Zoltán az 1956-os forradalomban a jánoshalmi forradalmi megmozdulások egyik vezetője, a forradalom mártírja (* 1909)
- október 10. – 82 éves korában meghal XII. Piusz pápa (* 1876)[26]
- október 25. – Matija Slavič szlovén teológus, fordító, egyetemi rektor. Az ő közreműködése is hozzájárult, hogy a Szlovén–Horvát–Szerb Állam megkapta a Vendvidék nagy részét (ma a Muravidék) az első világháború után (* 1877)
- november 22. – Sándor Emma Kodály Zoltánné magyar zeneszerző, műfordító (* 1863)
- november 27. – Beniczky Elemér magyar földbirtokos, szolgabíró, országgyűlési képviselő (* 1872)
- december 1. – Angyal István az 1956-os forradalom szabadságharcosa, a budapesti Tűzoltó utcai csoport vezetője, a forradalmat követő megtorlás áldozata (* 1928)
- december 15. – Wolfgang Pauli osztrák származású Nobel-díjas svájci fizikus (* 1900)

## Nobel-díjasok
- A Nobel-díjat a svéd Alfred Nobel alapította, 1901 óta adják át, melyet a Svéd Királyi Tudományos Akadémia ítél oda a tudomány, az irodalom és humanitárius területen kimagasló eredményt elért magánszemélyeknek, illetve intézményeknek.

| Fizikai            | Pavel Alekszejevics Cserenkov, Ilya Mikhailovich Frank, Igor Tamm |
| Kémiai             | Frederick Sanger                                                  |
| Orvosi-fiziológiai | George Wells Beadle, Edward Lawrie Tatum, Joshua Lederberg        |
| Irodalmi           | Borisz Paszternák (nem vette át)                                  |
| Béke               | Georges Pire                                                      |